# Павзаний Македонски
Вижте пояснителната страница за други личности с името Павзаний.
Павзаний (на старогръцки: Παυσανίας ὁ Μακεδών) е цар на Древна Македония през 393 г. пр. Хр.
Той е син на Ероп II, който произлиза от македонска Линкестида. През 393 г. пр. Хр. баща му умира от болест и той става цар на Древна Македония. Още същата година Павзаний е убит от Аминта II, синът на Филип. В списъка на царете на Евсевий Кесарийски Аминта II фалшиво е поставен преди Павзаний.
Той е баща на Аргей II.